# Vlag van Seine-et-Marne

Vlag van Seine-et-Marne

De vlag van Seine-et-Marne is de niet-officiële vlag van het Franse departement Seine-et-Marne. Net als de meeste andere departementen van Frankrijk heeft Seine-et-Marne geen officiële vlag, maar wordt de hier rechts afgebeelde vlag op niet-officiële wijze gebruikt. De vlag is afgeleid van het wapen van dit departement.
De vlag bestaat uit een blauw veld bezaaid met gele lelies met daarover twee witte golvende dwarsbalken.
Het ontwerp toont de vlag van de voormalige provincie Île-de-France, met twee golvende dwarsbalken die de rivieren de Seine en de Marne symboliseren.
Naast deze vlag is er een logovlag in gebruik.

Historische vlag van Île-de-France
Logovlag